# Antoine de Brabant
Cet article concerne le duc de Brabant. Pour le fils bâtard de Philippe III, duc de Bourgogne de ce nom, voir Antoine de Bourgogne (bâtard).
Antoine de Brabant ou Antoine de Bourgogne, né en août 1384, mort le 25 octobre 1415 à Azincourt, fils de Philippe II le Hardi, duc de Bourgogne, est comte de Rethel de 1393 à 1406, puis duc de Brabant et du Lothier et duc de Limbourg de 1406 à 1415.

## Biographie
Petit-fils du roi de France Jean le Bon, il est le second fils de Philippe le Hardi, premier duc de Bourgogne de la maison de Valois, et de Marguerite III de Flandre, comtesse de Flandre, de Nevers et de Rethel. Son frère aîné est Jean sans Peur (1371-1419), son frère cadet Philippe de Bourgogne (1389-1415).
En 1393, son père lui donne le comté de Rethel en apanage.

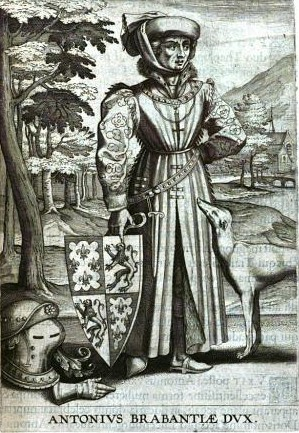
Representation de Antoine de Brabant au XVIIe siècle, Ducum Brabantiae chronica.

En 1406, il hérite des possessions de sa grand-tante Jeanne de Brabant, le duché de Brabant et le duché de Limbourg, ainsi qu'Anvers[réf. nécessaire]. Il cède alors Rethel à son frère Philippe.
En tant que duc de Brabant, il s'illustre par une volonté de réformes administratives malgré les oppositions rencontrées :
- Rôle accru de la Chambre des comptes : administration des domaines ducaux obligés de déposer leurs comptes annuels et de justifier leurs revenus ;
- Mise en place de la Chambre du Conseil (justice) malgré la réticence des États de Brabant ;
- Restauration de l’ordre juridique et des finances (compromises une nouvelle fois par trois campagnes contre le Luxembourg), redressement des domaines ;
- Abus et arbitraire des seigneurs sanctionnés.

Dans le conflit entre Louis d'Orléans et Jean sans Peur, il soutient son frère, intervenant plusieurs fois comme conciliateur[réf. nécessaire].
Le second mariage d’Antoine de Brabant avec Élisabeth de Goerlitz (1409) fait entrer le duché de Luxembourg dans l’espace bourguignon.
Il participe à la prise du Ham en 1411, mais lorsque les Anglais envahissent le royaume, il se rapproche du roi de France et des Armagnacs pour les combattre.
En 1415 le roi d'Angleterre débarque en Normandie avec le but d'opérer en France. Le siège d'Harfleur est très couteux en hommes pour son armée. Henri V doit donc partir pour Calais. Le gouvernement royal décide de rassembler l'Ost, néanmoins demande à Jean sans Peur et à Charles Ier d'Orléans de ne pas se rendre personnellement auprès de l'Ost, mais d'y envoyer des troupes. C'est dans se contexte que Antoine de Brabant reçoit une lettre de son frère lui interdisant de se rendre auprès de l'Ost pour ne pas déchainer la colère de son frère. Antoine de Brabant décide de s'y rendre. Le jour même il apprend à la messe l'imminence du combat et prend les devant de sa troupe. Arrivé après le début de la bataille d'Azincourt, mais voulant à tout prix se joindre aux combats, il passa une armure improvisée en utilisant la bannière de son trompette comme vêtement à ses couleurs. Il fut capturé comme nombre d'autres, et exécuté lors du massacre ordonné par Henri V, vraisemblablement sans que les Anglais sachent qui il était réellement. Les restes d'Antoine de Bourgogne furent inhumés dans l'église Saint-Jean-l'Évangéliste de Tervueren près de Bruxelles.

## Mariages et descendance
Il épouse en premières noces à Arras le 21 février 1402 Jeanne de Luxembourg († 1407), fille de Waléran III de Luxembourg, comte de Saint-Pol et de Ligny, et de Maud Holland, et eut :
- Jean IV de Brabant (1403 † 1427) duc de Brabant et comte de Limbourg
- Philippe de Saint-Pol (1404 † 1430) duc de Brabant et comte de Limbourg

Veuf, il se remarie à Bruxelles le 16 juillet 1409 Élisabeth de Goerlitz (1390 † 1451) duchesse engagère de Luxembourg
- Guillaume, (1410 † 1410)
- un enfant, né et mort en 1412

Il eut en outre deux filles illégitimes :
- Jeanne, mariée à Philippe de la Vienne
- Anne (ou Agnès) († 9 juillet 1455), mariée en 1440 à Pierre de Peralta, comte de Santisteban

## Héraldique
| Blason | Blasonnement : Écartelé : I et IV. d'azur à trois fleurs de lys d'or, à la bordure componée d'argent et de gueules (qui est de Valois-Bourgogne) ; II. de sable au lion d'or armé et lampassé de gueules (qui est de Brabant) ; III. d'argent au lion de gueules à la queue fourchée et passée en sautoir, armé, lampassé et couronné d'or (qui est de Limbourg). |

### Articles externes
- Liste des comtes puis ducs de Rethel